# Нижняя Зотинская
Нижняя Зотинская — деревня в составе Мурашинского района Кировской области. 

## География
Находится на расстоянии примерно 38 километров по прямой на запад-юго-запад от районного центра города Мураши.

## История
Деревня известна с 1764 года, когда здесь (на тот момент починок Зотинский) было отмечено 3 души мужского пола, в 1859 году на 15 дворов приходилось 115 жителей. В 1926 30 дворов  и 144 жителя, в 1950 21 и 69, в 1989 году 25 жителей. До 2021 года входила в Мурашинское сельское поселение Мурашинского района, ныне непосредственно в составе Мурашинского района.

## Население
Постоянное население  составляло 17 человек (русские 100%) в 2002 году, 15 в 2010.